# وکیل مدافع: جسد گمشده
وکیل مدافع: جسد گمشده (انگلیسی: The Advocate: A Missing Body; کره‌ای: 성난 변호사) یک فیلم کمدی دلهره‌آور حقوقی محصول سال ۲۰۱۵ کره جنوبی به نویسندگی و کارگردانی هو جونگ هو است.

## بازیگران
- لی سون کیون در نقش بیون هو سونگ
- کیم گو اون در نقش جین سون مین
- ایم وون هی در نقش مدیر دفتر پارک
- جانگ هیون سونگ در نقش مون جی هون
- چوی جه وونگ در نقش کیم جونگ هوان
- کیم یون هه در نقش هان مین جونگ
- پارک جی یونگ در نقش نماینده جو
- چوی کیو هوان در نقش رئیس دپارتمان یو
- ایم چول هیونگ در نقش رئیس بخش فرعی یون
- لی جون هیوک در نقش گیل دونگ
- به یو رام در نقش یونگ شیک
- مین جین وونگ در نقش گاپ سو
- لی جونگ گو در نقش کیم ایک ته
- هونگ سونگ دوک در نقش کیم مان سوک
- پارک سو اون در نقش سه یونگ
- کواک این جون در نقش دادستان کل
- هوانگ سو هی در نقش ها یو ری
- جو سوک ته در نقش دیوید لی